# Mover (Rangierhilfe)

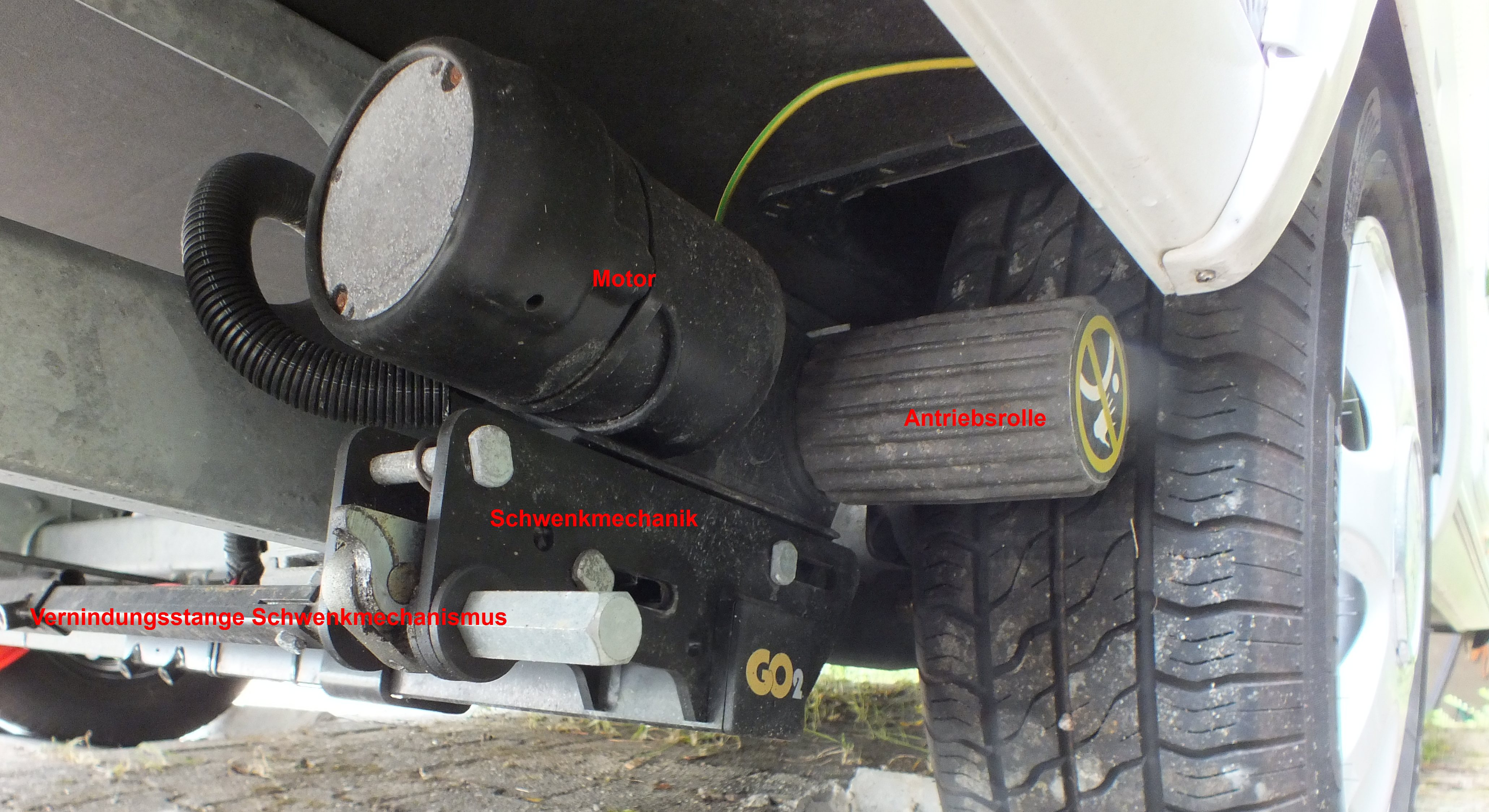
Fest montierter Mover an einem Wohnwagen

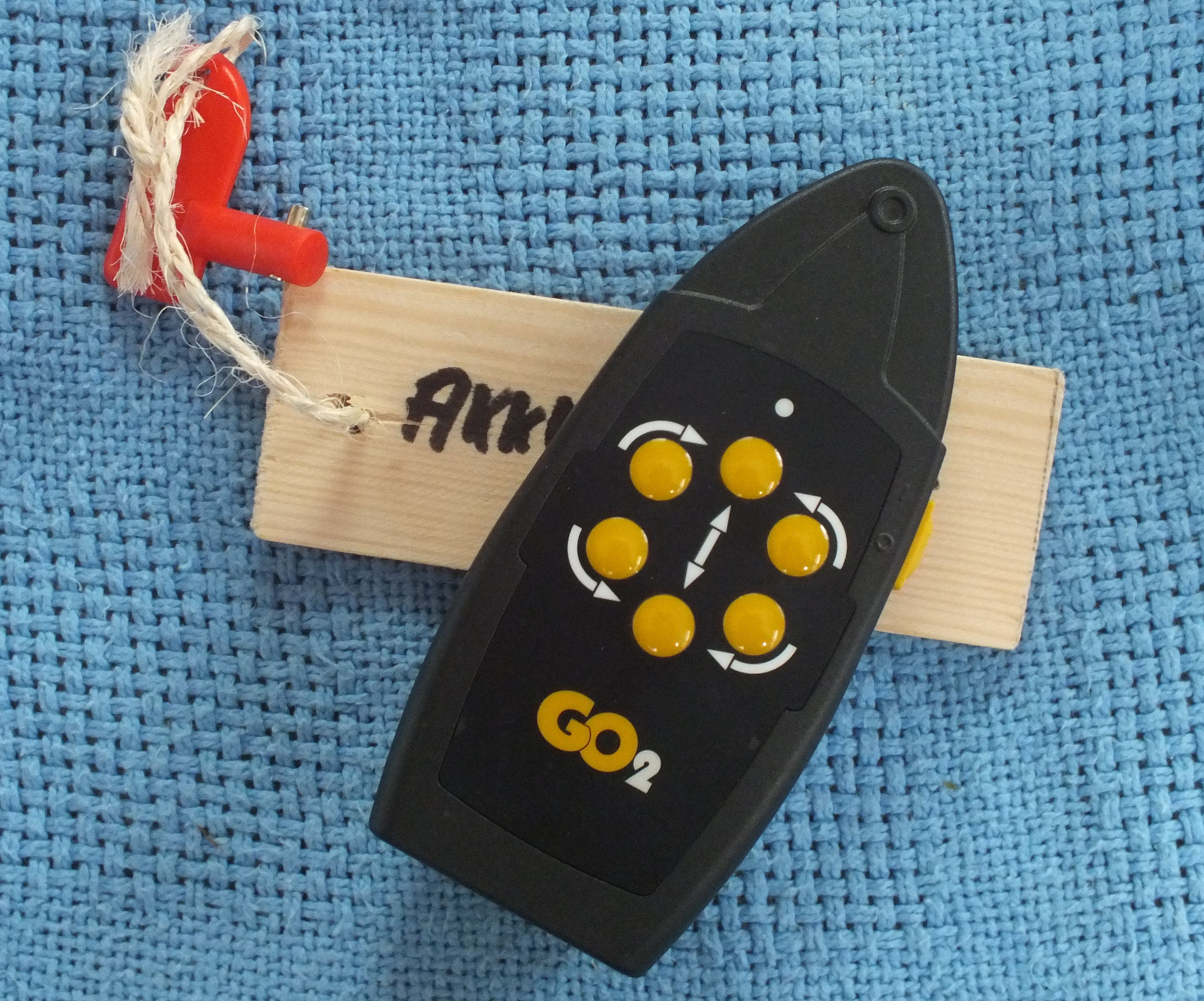
Fernbedienung eines Movers

Ein Mover ist eine Rangierhilfe für Bootstrailer, Wohnwagen und andere Anhänger.

## Funktion
Der Mover besteht aus einem Reibrad, das von einem Elektromotor angetrieben wird, mit Druck auf die Reifen wirkt und diese somit antreibt. Die Energieversorgung des Movers erfolgt über das Bordnetz oder bei Bootsanhängern mittels eines externen Akkumulators, der, je nach Größe, Bodenbeschaffenheit und Gewicht, für eine Betriebszeit von einer halben bis einer dreiviertel Stunde ausreicht. Die Steuerung des Movers erfolgt über eine Fernsteuerung oder eine Smartphone-App.
Moderne Mover verfügen über eine eingebaute Bremse, die ein Zurückrollen an Steigungen verhindert. Diese verhindert auch ein unbeabsichtigtes Losfahren an Gefällen, was zu einem schnellen Verschleiß führen würde.
Das Anschwenken des Reibrades kann manuell oder elektrisch erfolgen, in letzteren Fall ist es sogar möglich, dass der optimale Anpressdruck für die Walze erkannt wird.
Je nach Modell ist die Lenkung nur im Stand oder auch während der Fahrt möglich. Es gibt auch Mover, mit denen ein Fahrzeug, beispielsweise im Winterlager, millimetergenau platziert werden kann.